# Coniopteryx fuscicornis
Coniopteryx fuscicornis är en insektsart som först beskrevs av Navás 1914.  Coniopteryx fuscicornis ingår i släktet Coniopteryx och familjen vaxsländor. Inga underarter finns listade i Catalogue of Life.